# Triton Airlines
Triton Airlines — канадская авиакомпания. Базировалась в аэропорту Сент-Джонс.

## История
Джавис Робертс и его брат Джейсон Робертс основали авиакомпанию Triton Airlines в феврале 1993 года, а в апреле началось выполнение полётов.
Авиакомпания Triton Airlines собиралась выполнять рейсы из Торонто в Сент-Джонс и Галифакс. Для этого она взяла в лизинг Boeing 737, но документы от компании владельца самолёта не были доставлены вовремя.
Таким образом после двух месяцев работы у компании возникли проблемы с лицензией и она была вынуждена приостановить деятельность.
Авиакомпания не просуществовала долго — в октябре 1994 года прекратила своё существование.